# Ḥukm
L'ḥukm (in arabo حُكْم‎?, plur. in arabo أحكام‎?, ʾaḥkām) è il tipo di azione che il fedele musulmano compie in ossequio ai propri comandamenti religiosi, secondo la giurisprudenza coranica o fiqh.
Gli ʾaḥkām, suddivisi in cinque gruppi (in arabo الاحكام الخمسة‎?), indicano le tipologie di azioni da fare o da cui astenersi, obbligatorie o consigliate secondo le norme islamiche.
Gli ahkam, pertanto, possono essere:
1. Fard o wajib o rukn, ossia obbligatori;
2. Mustahabb / sunnah o fadilah o mandub, ossia raccomandati;
3. Mubah, ossia neutrali, né obbligatori né raccomandati;
4. Makruh, ossia sconsigliati;
5. Haraam, ossia proibiti.